# André Coudrat
André Coudrat, né le 9 juillet 1902 à Châtillon-sur-Loire dans le département du Loiret et mort le 3 avril 2012 à Beaune-la-Rolande dans le même département, était le doyen des Français depuis le 11 janvier 2011, où il vivait à la maison de retraite,.
André Coudrat passe la majeure partie de sa vie à Corbeilles-en-Gâtinais où il s'est marié le 11 octobre 1924. Il exerce successivement les professions d'employé de laiterie, de chauffeur de car puis de taxi.